# Дуайон, Жак
Жак Дуайо́н (фр. Jacques Doillon; род. 15 марта 1944, Париж) — французский режиссёр и сценарист.

## Биография
Родился в 20-м округе Парижа в скромной семье: его отец был бухгалтером, а мать телефонисткой. Учился в лицее Вольтера, исправно посещал киноклуб профессора литературы и кинокритика Анри Ажеля.

## Карьера
Начал работать в качестве монтажера над документальными фильмами, в частности «Тайный Париж» (1965) Эдуара Ложеро и «Париж: Совершенно секретно» (1969) Пьера Рустана.
В 1973 снимает свой первый полнометражный фильм «Год 01» по мотивам комикса Жоржа Блондо совместно с Аленом Рене и Жаном Рушем.
В 1994 году, вдохновленной историей Жермены де Сталь и Бенжамена Констана, снимает полнометражный фильм «На дне сердца», а также выпускает 12-серийную версию для телевидения.

## Личная жизнь
Состоял в фактическом браке с англо-французской актрисой и певицей Джейн Биркин в 1980—1992 годах.
От этого союза дочь Лу (1982 года рождения).
Помимо Лу, у Дуайона есть ещё три дочери: Лола (от монтажера Ноэлль Буассон, 1975 года рождения), Лили (около 1995 года рождения) и Лина (около 2011 года рождения).

## Фильмография

### Кино

#### Полный метр
- 1973: Год 01
- 1974: Пальцы в голове
- 1975: Сумка с шарами
- 1979: Плачущая женщина
- 1979: Странная девчонка
- 1981: Блудная дочь
- 1984: Пиратка
- 1985: Семейная жизнь[фр.]
- 1985: Искушение Изабель
- 1986: Пуританка
- 1987: Комедия!
- 1989: Пятнадцатилетняя
- 1990: Месть женщины
- 1990: Маленький преступник
- 1992: Влюбленная
- 1993: Страдания юного Вертера
- 1993: L’Amoureuse (снят в 1987)
- 1994: На дне сердца
- 1996: Понетт
- 1998: Много (мало) любви
- 1999: Младшие братья
- 2001: Прямо на запад
- 2003: Раджа
- 2008: Первый встречный
- 2010: Брак втроем
- 2012: Твой ребенок
- 2013: Мои занятия борьбой
- 2017: Роден

#### Короткометражки
- 1969: Trial (документальный)
- 1970: La Voiture électronique (документальный)
- 1970: Vitesse oblige (документальный)
- 1971: Tous risques (документальный)
- 1971: On ne se dit pas tout entre époux (по мотивам сценария Жоржа Блондо)
- 1971: Bol d'or (документальный)
- 1973: Laissés pour compte (документальный)
- 1973: Les Demi-jours (документальный)
- 1973: Autour des filets (документальный)
- 1991: Против забвения (Pour Anstraum Aman Villagran Morales, Guatémala)

### Телевидение
- 1982: "Дерево"
- 1983: Monsieur Abel
- 1985: Mangui, onze ans peut-être
- 1991: Pour un oui ou pour un non
- 1993: "Человек у моря"
- 1994: "Жермена и Бенжамен"
- 1995: "Великие писатели: Натали Саррот"